# Ikarus Aero 2
Ikarus Aero 2 je Jugoslavenski niskokrilni zrakoplov s klipnim motorom izrađen neposredno nakon završetka Drugog svjetskog rata, iako dizajn datira iz vremena i prije rata.

## Dizajn i razvoj
Aero 2 je dizajniran zbog potrebe za modernim jednokrilnim zrakoplovom koji bi zamijenio dvokrilce Fizir FN u ulozi školskog zrakoplova. Pokretao ga je jedan de Havilland Gipsy Major koji se pokazao kao izdržljiv i pouzdan u upotrebi kod drugih sličnih trenera. Tijekom razvoja, u svibnju 1948. između Bugarske i Jugoslavije su potpisani ugovori o prebacivanju proizvodnje jedne serije zrakoplova u Bugarsku, no zahlađenje odnosa između SFRJ i istoka kasnije u 1948. su to prekinuli. Teško stanje u JRZ zbog izolacije je nagnulo vlasti da se sve više okreću domaćim avionima, tako da je Aero 2 dosta korišten u školskim postrojbama. Tijekom 1946. – 1947. tesitrane su A, B i C inačice a formirana je i jedinica hidroaviona (Aero 2H) kojoj je sjedište bilo na Dunavu.
Aero 2 je imao fiksirano podvozje te otvorenu pilotsku kabinu no to je kasnije izmijenjeno te je kabina zatvoren. Aero 2 je u JRZ-u bio korišten kao osnovni zrakoplov za obuku pilota od 1948. kada je ušao u službu, do 1950-ih. 1948. je proizvedeno 30 Aero 2B i C inačica, a do kraja proizvodnje je napravljeno ukupno 248 zrakoplova. Već u siječnju 1957. počinje povlačenje, te se 25 zrakoplova predaje "Zrakoplovnom savezu Jugoslavije". Posljednji zrakoplovi su povučeni 1959. u sklopu reorganizacije JRV-a.
Danas više nijedan zrakoplov nije u letnom stanju, a jedan primjerak oznake YU-CVB se nalazi u muzeju zrakoplovstva u Beogradu.

## Inačice
- Aero 2B - Inačica s otvorenim kokpitom
- Aero 2BE - Zatvoreni kokpit
- Aero 2H - Dvosjed koji umjesto stajnog trapa ima plovke.

## Tehničke karakteristike
Osnovne karakteristike
- dužina: 8,23 m
- raspon krila: 10,5 m
- površina krila: 17,4 m2
- visina: 2,64 m

Letne karakteristike
- najveća brzina: 224 km/h[3]
- dolet: 680 km
- najveća visina leta: 4.500 m
- motor: 1x de Havilland Gipsy Major